# Brand New (EP)
Pour les articles homonymes, voir Brand New.
Singles
1. Brand New
Sortie : 26 septembre 2022

Brand New est le premier EP de l'artiste Xiumin, un des membres du boys band sud-coréano-chinois EXO, il est sorti le 26 septembre 2022 sous SM Entertainment et distribué par Dreamus Company Korea.

## Contexte et sortie
Le 4 janvier 2022, le magazine de musique et de mode Clash, a publié un article comprenant l’interview qu’ils ont eue avec Xiumin, membre d’EXO. Au cours de l’interview, ils ont interrogé le chanteur sur divers sujets, de sa collaboration vestimentaire avec Represent et son style personnel à ses activités en 2021 et ses objectifs pour 2022. Concernant ses objectifs pour cette année, Xiumin a fait allusion à ses débuts en solo. Il a dit qu’il prépare un album solo afin de pouvoir le sortir cette année.
Le 18 août, il a été rapporté par les médias que le membre de EXO sortirait un album solo en septembre.SM Entertainment a ensuite confirmé que le chanteur préparait actuellement son album solo pour fin septembre. Le 4 septembre, le nom du mini-album et sa date de sortie ont été révélés, l'EP s'intitule Brand New et sortira le 26 septembre. Du 17 au 25 septembre, des images et vidéos teasers sont régulièrement postées. Parmi ces vidéos, il y a un premier teaser du clip sorti le 23 septembre. Le 26 septembre, l'album est sorti accompagné du clip musical de "Brand New", dont le titre est présenté comme single principal de l'EP.
Xiumin a souhaité à travers cet EP donner une nouvelle image de lui, d'où l'intitulé du mini-album.

## Chansons
Le mini-album comporte cinq chansons dans lesquelles Xiumin réinterprète la musique des années 1990 et du début des années 2000. Le morceau-titre est une chanson dance à l'ambiance old-school avec une accroche addictive, et les paroles expriment avec humour la promesse d'un homme de montrer sa nouvelle facette pour celle qu'il aime. Sur les raisons du choix du style des années 2000, Xiumin a déclaré que cette période était celle où il écoutait le plus de chansons dans sa vie. « J'aime toujours autant ce style de musique, j'ai donc voulu le renouveler dans mon propre style », a-t-il ajouté. « La musique était relativement simple à cette époque et évoquait beaucoup d'émotions tout en étant facile à écouter », a-t-il déclaré, interrogé sur la différence entre cette musique et celle d'aujourd'hui.
Selon The Korea Herald, Xiumin a recréé le R&B des années 90 avec "Feedback", avec une élégance groovy en utilisant des sons de synthé rétro. "How We Do" met en vedette un invité spécial, Mark de NCT, qui s'occupe des couplets rap du morceau, et fait de nouveau équipe avec Xiumin depuis "Young & Free", single sorti en 2017. 
"Serenity" démontre la voix douce et captivante de Xiumin. La chanson elle-même est comme recevoir un câlin chaleureux, envoyant les auditeurs dans un état de tranquillité. 

## Promotion
Le jour de la sortie du mini-album, Xiumin a tenu une conférence de presse qui a été animé par Sehun. Il a par ailleurs tenu un direct une heure avant la sortie de l'EP, qui a été retransmis en direct sur YouTube. Les 27 et 28 septembre, il a participé à des émissions de radio. Le lendemain, il a commencé à interpréter le single principal dans les émissions musicales sud-coréennes.

## Accueil

### Succès commercial
Au lendemain de sa sortie, il a été révélé que le mini-album avait pris la première place du Top Albums Charts de iTunes dans 33 pays différents depuis sa sortie. L'EP figure également en tête des classements d'albums physique sur Hanteo Chart et Synnara Record.

## Liste des titres
| Brand New | Brand New                     | Brand New              | Brand New                                                          | Brand New | Brand New | Brand New | Brand New | Brand New | Brand New |
| No        | Titre                         | Auteur                 | Producteur(s)                                                      | Durée     |           |           |           |           |           |
| --------- | ----------------------------- | ---------------------- | ------------------------------------------------------------------ | --------- | --------- | --------- | --------- | --------- | --------- |
| 1.        | Brand New                     | Kim Hye-jeong (PNP)    | Domdada, Darius Logan, Michael "TruPopGod" Jiminez, Yoo Young-jin  | 3:04      |           |           |           |           |           |
| 2.        | Feedback                      | Hwang Yoo-bin          | Ella Isaacson, Gabriela Geneva, Daniel Caesar, Gregory G Curtis II | 3:29      |           |           |           |           |           |
| 3.        | How We Do (feat. Mark de NCT) | Lee Su-ran, Mark       | HotSauce, Andreas Ringblom, jyll                                   | 3:43      |           |           |           |           |           |
| 4.        | 민들레 (Love Letter)          | CALi, Jeong Jae-yeon   | CALi, YEZI, Vendors (FASCINADOR), 153/Joombas                      | 4:14      |           |           |           |           |           |
| 5.        | Serenity                      | Kim Yeon-seo, JINBYJIN | Kim Yeon-seo                                                       | 3:39      |           |           |           |           |           |
| 18:10     |                               |                        |                                                                    |           |           |           |           |           |           |

## Classements

### Classements hebdomadaires
| Classements                        | Meilleure position |
| ---------------------------------- | ------------------ |
| South Korea (Circle)               | 2                  |
| Japan Hot Albums (Billboard Japan) | 7                  |
| Japanese Albums (Oricon)           | 6                  |

#### Classement mensuel
| Classement                   | Meilleure position |
| ---------------------------- | ------------------ |
| South Korean Albums (Circle) | 7                  |

#### Classement annuel
| Classement                   | Meilleure position |
| ---------------------------- | ------------------ |
| South Korean Albums (Circle) | 82                 |

## Ventes
| Pays               | Ventes  |
| ------------------ | ------- |
| South Korea (Gaon) | 177 439 |
| Japan (Oricon)     | 7 389   |

## Historique de sortie
| Pays         | Date              | Format                   | Label                                   |
| ------------ | ----------------- | ------------------------ | --------------------------------------- |
| Corée du Sud | 26 septembre 2022 | CD, Téléchargement légal | SM Entertainment, Dreamus Company Korea |
| Monde entier | 26 septembre 2022 | CD,Téléchargement légal  | SM Entertainment                        |